# Heikki Häiväoja
Heikki Aulis Häiväoja (Jämsä, 25 maggio 1929 – Kauniainen, 15 settembre 2019) è stato uno scultore e medaglista finlandese.

I 50 centesimi finlandesi.

Häiväoja ha disegnato la faccia nazionale delle monete euro finlandesi da 1, 2, 5, 10, 20 e 50 centesimi.
Tutte le monete presentano al dritto la faccia comune con le 12 stelle della bandiera dell'Unione europea e l'anno di coniazione, mentre al rovescio è raffigurato il leone araldico, stemma della Finlandia.